# The Surprise of a Knight
The Surprise of a Knight – amerykański gejowski film pornograficzny typu hardcore. Wydany najprawdopodobniej w 1929 roku, uchodzi za najwcześniejszy znany amerykański film pornograficzny, który ukazuje wyłącznie akt homoseksualny.

## Tło historyczne
Pierwsze znane filmy ukazujące nagich mężczyzn powstały w latach 80. i 90. XIX wieku i zostały nakręcone przez Eadwearda Muybridge’a w ramach jego badań nad ruchem ludzkiego ciała.
Hardcorowe filmy pornograficzne (później znane jako stag movies) po raz pierwszy pojawiły się w Europie w 1908 roku. Większość historyków uznaje za pierwszy amerykański film stag produkcję zatytułowaną A Free Ride, wyprodukowaną i wydaną w 1915 roku. Do 1920 roku praktyki seksualne między mężczyznami pojawiły się na ekranie w filmie Le ménage moderne du Madame Butterfly; jednak, podobnie jak większość późniejszych produkcji, Le ménage moderne du Madame Butterfly ukazuje seks między mężczyznami jako dewiacyjny, jednoznacznie potwierdzając heteroseksualność bohaterów i zazwyczaj przedstawiając akty homoseksualne jako zasadniczo biseksualne (przez zestawienie kontaktu seksualnego między mężczyznami z równoczesnymi kontaktami heteroseksualnymi).
Filmy pornograficzne typu hardcore były w Stanach Zjednoczonych w latach 20. i 30. XX wieku nielegalne, przez co nie da się dziś ustalić producenta, wykonawców ani żadnych innych twórców filmu The Surprise of a Knight. Badacze datują film przynajmniej na 1929 rok (choć wcześniejsze szacunki wskazywały na rok 1930). Czyni to z The Surprise of a Knight pierwszy znany amerykański film pornograficzny hardcore, który ukazuje wyłącznie seks między mężczyznami.

## Fabuła
Film rozpoczyna się od ujęcia ubranego w kobiecy strój bohatera z krótkimi włosami, kończącego przygotowania do wizyty. Podczas sceny w buduarze bohater podnosi spódnicę, odsłaniając gęste owłosienie łonowe. W tym momencie pojawia się plansza z napisem, że scenarzystą jest Oscar Wild (jest to pseudonim nawiązujący do Oscara Wilde'a).
Dama przechodzi do salonu i oferuje elegancko ubranemu gościowi drinka. Ten odmawia, więc ona wypija koktajl. Krótko rozmawiają, po czym zaczynają się namiętnie całować. Za każdym razem, gdy mężczyzna dotyka piersi lub genitaliów damy, ta odpycha jego rękę. W końcu lekko go spoliczkuje. Następnie przeprasza za swoją zuchwałość, wykonując partnerowi fellatio. Potem kładzie się twarzą w dół na sofie, unosząc pośladki. Okazuje się, że nie ma na sobie bielizny. Gość zaczyna ją penetrować analnie (choć penetracja nie jest ukazana bezpośrednio). Po chwili przerywa i siada na sofie. Dama zaczyna poruszać biodrami, co zachęca go do ponownego aktu analnego. Oboje osiągają orgazm, po czym mężczyzna wychodzi z kadru.
Dama wstaje i podnosi spódnicę, ujawniając, że w rzeczywistości jest mężczyzną. Druga i ostatnia plansza głosi: „Surprise” (ang. niespodzianka). Jego penis jest odsłonięty. Mężczyzna w przebraniu zaczyna tańczyć, tak aby jego penis poruszał się w rytm muzyki. Następnie do kadru wraca jego partner, pomagając mu zdjąć spódnicę i większość ubrania. W pełni ubrany mężczyzna tańczy chwilę z nagim młodzieńcem. Po cięciu montażowym, „dama” – teraz ubrana w strój biznesowy – wraca na ekran, puszcza oczko do widzów i odchodzi.

## Ocena
The Surprise of a Knight zapoczątkował krótki okres rozkwitu gejowskiej pornografii hardcore w swojej epoce. Około rok później, w filmie A Stiff Game, Afroamerykanin wykonuje fellatio na białym mężczyźnie bez użycia przebrania. Obecność aktów homoseksualnych w filmach wkrótce zniknęła i nie powróciła aż do pojawienia się legalnej gejowskiej pornografii po 1970 roku.
Thomas Waugh i Linda Williams twierdzą, że The Surprise of a Knight to film pełen trudności interpretacyjnych. Williams zauważa, że główny bohater występuje w kostiumie, co stoi w sprzeczności z charakterem pornografii hardcore (w której kluczowe są nagość, ukazanie genitaliów i penetracja). Według Waugh, odsłonięcie penisa „damy” nie stanowi prawdziwej niespodzianki, ponieważ widzowie wiedzieli, czego się spodziewać (czyli homoseksualnej pornografii).
Waugh argumentuje również, że obecność drag queen dystansuje widzów od tego, co dzieje się na ekranie. Głównym bohaterem jest drag queen, więc niemal żaden widz tego filmu się z nim nie identyfikował. Waugh uważa, że film nie tyle ukazuje gejów na ekranie, ile raczej potwierdza heteronormatywność i negatywne stereotypy dotyczące homoseksualistów i seksu gejowskiego. John Robert Burger pisze, że nie wiadomo, czy gość wiedział o płci partnera seksualnego przed odbytym stosunkiem, a fakt jej ukrywania czyni go „fałszywie homoseksualnym”. Burger dodaje też, że The Surprise of a Knight stanowi wyjątek od normy tego rodzaju filmów, w których bierny partner w seksie analnym jest zazwyczaj ukazywany jako ofiara lub ktoś karany.